# 伊迪丝·迈泽尔
伊迪丝·迈泽尔（1898年5月9日—1993年9月26日）是一位美国作家、演员，她创作了多部推理小说、舞台剧和众多广播剧。她最为人熟知的或许是在20世纪30年代将夏洛克·福尔摩斯的故事改编成广播剧。
迈泽尔曾是演员权益协会理事会的成员，并担任权益图书馆剧院的主席。

## 早期生活
迈泽尔出生于底特律，曾就读于利格特学校（Liggett School）德累斯顿的科克斯舒勒学校（Kox Schule）以及瑞士日内瓦的圣皮埃尔学院（Ecole de la Cour de St. Pierre），最终进入瓦萨学院学习。

## 演艺生涯
在瓦萨学院期间，迈泽尔开始参与学院戏剧社的演出，参演了《雏鹰》、《耶洗别》（Jezebel）和《惩罚》（Punishment）等剧目，其中《惩罚》是她自己创作的。
大学毕业后，迈泽尔开始与多个剧团合作演出，包括美国莎士比亚戏剧节、剧院协会（The Theater Guild）、爱德华·阿尔比的杂耍巡回演出（Edward Albee's vaudeville circuit）以及杰西·邦斯特尔的夏季剧团（Jessie Bonstelle's Summer Stock Company），随后于1923年在百老汇首次亮相，参演了《新方式》（The New Way）。她随后出演了20多部百老汇剧目，包括《法塔·摩根娜》（Fata Morgana）、《卫兵》（The Guardsman）、《加里克狂欢》、《莎宾娜·菲儿》以及1960年制作的《永不沉没的莫莉·布朗》。
迈泽尔还参演了多部电影，如《午夜时分》、《树上长钱》和《一日女王》。

## 写作生涯
迈泽尔创作了许多广播剧剧本，其中包括海伦·海丝的首部广播连续剧《新便士》（The New Penny）。

### 夏洛克·福尔摩斯
十五岁时，迈泽尔乘坐“不来梅”号（SS Bremen）轮船前往欧洲旅行。船上的事务长给了她一本福尔摩斯的书，这激发了她对这个人物的兴趣。
一年后，迈泽尔和当时的丈夫汤姆·麦克奈特（Tom McKnight）从舞台剧编剧转向转行广播剧。在成立公司并在广播领域取得一些成功后，迈泽尔认为福尔摩斯可以做成一档非常不错的广播节目，但除非她找到合适的赞助商，否则她无法引起NBC对系列节目的兴趣。迈泽尔花了一年多的时间才找到赞助商对这个想法感兴趣。乔治·C·L·华盛顿是第一代速溶咖啡的发明者，同时也是一位福尔摩斯迷，他同意赞助这个系列剧 ，于是《福尔摩斯冒险史》诞生了。
首播剧集于1930年10月20日播出，改编自《花斑帶探案》，由威廉·吉列特饰演夏洛克·福尔摩斯，利·洛弗尔（Leigh Lovell）饰演华生医生。随后的剧集中，理查德·郭尔顿一直扮演福尔摩斯直到1933年，路易斯·赫克托在1934年至1935年间接替这一角色，而理查德·戈登在1936年的最后一季中再次出演福尔摩斯。
所有剧集均由迈泽尔改编或创作。在第一季结束时，对美国广播编辑的一项调查发现，94%的人认为《福尔摩斯冒险史》是最受欢迎的广播剧。
1935年，迈泽尔创作了吉列特戏剧《夏洛克·福尔摩斯》的广播剧版本。吉列特再次出演福尔摩斯，与雷金纳德·梅森（Reginald Mason）饰演的华生医生搭档。
在《福尔摩斯冒险史》结束三年后，拉思伯恩/布鲁斯主演的夏洛克·福尔摩斯电影系列的成功，促使迈泽尔开始为《夏洛克·福尔摩斯的新冒险》（The New Adventures of Sherlock Holmes）改编和创作故事，该剧由巴兹尔·拉斯伯恩饰演夏洛克·福尔摩斯，奈杰尔·布鲁斯饰演华生医生。从1939年到1943年，所有剧集均由迈泽尔撰写。迈泽尔因与赞助商在节目中的暴力内容上存在分歧而离开了该节目。
从1953年开始，迈泽尔与合著者弗兰克·贾科亚为《纽约先驱论坛报》联合供稿，创作了一系列夏洛克·福尔摩斯冒险故事的连环漫画

## 晚年
1987年，明尼苏达大学图书馆收购了“伊迪丝·迈泽尔收藏”，其中包括原始剧本、录音带和其他材料。
1991年，93岁的迈泽尔因其职业生涯中为保持人们对夏洛克·福尔摩斯的兴趣所做的贡献，被授予贝克街小分队成员资格。

## 去世
1993年，伊迪丝·迈泽尔在罗斯福医院逝世，享年95岁。

## 脚注

### 引文
1. 1 2 3 4 5 6 7 8 9 10 11 12 13  . The New York Times. 1993-09-27  [2019-01-02]. （原始内容存档于2009-06-18）.
2. ↑  肖洁茹 (2021)，第271頁.
3. ↑  Ellett (2017)，第139頁.
4. ↑  McCabe (2010)，第8頁.
5. 1 2 3 4 5 6 7 8 9  Simanaitis (2016).
6. ↑  Harrison (1920).
7. ↑  Kitchell (1920).
8. ↑  Buck (1920).
9. ↑  Civitello (1977).
10. ↑  . New York Public Library.   [2019-01-02]. （原始内容存档于2024-11-30）.
11. ↑  . Playbill.   [2019-01-02]. （原始内容存档于2025-01-22）.
12. ↑  . Los Angeles Times. 1993-09-29  [2019-01-02]. （原始内容存档于2024-11-30）.
13. 1 2  Boström (2018)，第179-180頁.
14. 1 2 3 4  Boström (2018)，第186-187頁.
15. ↑  Wien (2018).
16. ↑  Boström (2018)，第187頁.
17. 1 2  Boström (2018)，第196-199頁.
18. 1 2 3 4 5 6  Eyles (1986)，第132-133頁.
19. ↑  Bunson (1997)，第5頁.
20. 1 2  Eyles (1986)，第135頁.
21. ↑  Boström (2018)，第259頁.
22. ↑  Boström (2018)，第302頁.
23. ↑  Overmier & Harris (2014)，第132頁.
24. ↑  Boström (2018)，第429頁.